# Ekstraliga (Schach) 2012
Die Ekstraliga (Schach) 2012 war die elfte Austragung der Ekstraliga und die 68. Polnische Mannschaftsmeisterschaft im Schach. Polnischer Mannschaftsmeister wurde die Mannschaft von KSz Polonia Warszawa, die den punktgleichen WASKO HetMaN Szopienice durch die bessere Brettpunktzahl auf den zweiten Platz verwies. Durch den Rückzug von LKS Pasjonat Dankowice im Vorjahr war neben den beiden Erstplatzierten der I liga, GK Baszta MOS Żnin und MLKS Impact Team Ostróda auch die Mannschaft von LKS Wrzos Międzyborów aufgestiegen, die ein Jahr zuvor noch in der II liga spielte (die übrigen Mannschaften der I liga verzichteten auf einen möglichen Aufstieg). Während Żnin und Ostróda den Klassenerhalt erreichten, musste Międzyborów zusammen mit MLKS Nadnarwianka Pułtusk direkt wieder absteigen, außerdem zog der Meister KSz Polonia Warszawa seine Mannschaft zurück.
Zu den Mannschaftskadern siehe Mannschaftskader der Ekstraliga (Schach) 2012.

## Modus
Die zehn Mannschaften spielten ein einfaches Rundenturnier an sechs Brettern, dabei musste am sechsten Brett eine Frau aufgestellt werden. Die zwei Letztplatzierten stiegen in die I liga ab und wurden durch die beiden Erstplatzierten der I liga ersetzt. Über die Platzierung entschied zunächst die Anzahl der Mannschaftspunkte (zwei Punkte für einen Sieg, ein Punkt für ein Unentschieden, kein Punkt für eine Niederlage), danach die Anzahl der Brettpunkte (ein Punkt für einen Sieg, ein halber Punkt für ein Remis, kein Punkt für eine Niederlage).

## Termin und Spielort
Die ersten drei Runden wurden vom 4. bis 6. Mai im Olympiazentrum (Centrum Olimpijskie) in Warszawa gespielt, die Runden 4 bis 6 vom 14. bis 16. September in der öffentlichen Woiwodschaft- und städtischen Bibliothek in Gedenken an Zbigniew Herbert (Wojewódzka i Miejska Biblioteka Publiczna im. Zbigniewa Herberta) in Gorzów Wielkopolski und die letzten drei Runden vom 28. bis 30. September im städtischen Kulturhaus Bogucice-Zawodzie (MDK "Bogucice-Zawodzie") in Katowice. 

## Abschlusstabelle
| Pl. | Verein                                | Sp | G | U | V | MP   | Brett-P.  |
| --- | ------------------------------------- | -- | - | - | - | ---- | --------- |
| 01. | KSz Polonia Warszawa (M)              | 9  | 8 | 0 | 1 | 16:2 | 39,5:14,5 |
| 02. | KSz HetMaN Szopienice                 | 9  | 7 | 2 | 0 | 16:2 | 38,0:16,0 |
| 03. | KSz Stilon Gorzów Wielkopolski        | 9  | 6 | 0 | 3 | 12:6 | 33,5:20,5 |
| 04. | KSz Polonia Votum Wrocław             | 9  | 6 | 0 | 3 | 12:6 | 31,5:22,5 |
| 05. | GK Baszta MOS Żnin (N)                | 9  | 5 | 1 | 3 | 11:7 | 30,5:23,5 |
| 06. | UKS Rotmistrz Twoja Szkoła Grudziądz  | 9  | 4 | 1 | 4 | 9:9  | 28,0:26,0 |
| 07. | AZS Politechnika Poznańska-Pocztowiec | 9  | 4 | 0 | 5 | 8:10 | 26,0:28,0 |
| 08. | MLKS Impact Team Ostróda (N)          | 9  | 2 | 0 | 7 | 4:14 | 15,5:38,5 |
| 09. | MLKS Nadnarwianka Pułtusk             | 9  | 1 | 0 | 8 | 2:16 | 15,5:38,5 |
| 10. | LKS Wrzos Międzyborów (N)             | 9  | 0 | 0 | 9 | 0:18 | 12,0:42,0 |

### Entscheidungen
|     | Polnischer Mannschaftsmeister: KSz Polonia Warszawa                                                                    |
|     | Absteiger in die I liga: KSz Polonia Warszawa (freiwilliger Rückzug), MLKS Nadnarwianka Pułtusk, LKS Wrzos Międzyborów |
| (M) | Meister der letzten Saison                                                                                             |
| (N) | Aufsteiger der letzten Saison                                                                                          |

### Kreuztabelle
| Ergebnisse | Ergebnisse                            | 01. | 02. | 03. | 04. | 05. | 06. | 07. | 08. | 09. | 10. |
| ---------- | ------------------------------------- | --- | --- | --- | --- | --- | --- | --- | --- | --- | --- |
| 01.        | KSz Polonia Warszawa                  |     | 2   | 4½  | 3½  | 4   | 3½  | 5½  | 6   | 5   | 5½  |
| 02.        | WASKO HetMaN Szopienice               | 4   |     | 4   | 4½  | 3   | 3   | 4½  | 6   | 4½  | 4½  |
| 03.        | KSz Stilon Gorzów Wielkopolski        | 1½  | 2   |     | 4½  | 2½  | 4½  | 3½  | 5   | 5   | 5   |
| 04.        | KSz Polonia Votum Wrocław             | 2½  | 1½  | 1½  |     | 3½  | 3½  | 3½  | 5   | 5½  | 5   |
| 05.        | GK Baszta MOS Żnin                    | 2   | 3   | 3½  | 2½  |     | 2½  | 3½  | 4½  | 5   | 4   |
| 06.        | UKS Rotmistrz Twoja Szkoła Grudziądz  | 2½  | 3   | 1½  | 2½  | 3½  |     | 2   | 5   | 4   | 4   |
| 07.        | AZS Politechnika Poznańska-Pocztowiec | ½   | 1½  | 2½  | 2½  | 2½  | 4   |     | 4   | 3½  | 5   |
| 08.        | MLKS Impact Team Ostróda              | 0   | 0   | 1   | 1   | 1½  | 1   | 2   |     | 4   | 5   |
| 09.        | MLKS Nadnarwianka Pułtusk             | 1   | 1½  | 1   | ½   | 1   | 2   | 2½  | 2   |     | 4   |
| 10.        | LKS Wrzos Międzyborów                 | ½   | 1½  | 1   | 1   | 2   | 2   | 1   | 1   | 2   |     |

## Die Meistermannschaft
| 1.            | KSz Polonia Warszawa |
| Schachfiguren | Bartłomiej Macieja, Grzegorz Gajewski, Robert Kempiński, Eduardas Rozentalis, Michał Olszewski, Tomasz Warakomski, Anna Musytschuk, Karina Szczepkowska-Horowska. |